# Budapesti Érseki Katolikus Gimnázium
A Budapesti Érseki Katolikus Gimnázium egy római katolikus oktatási intézmény volt Budapest II. kerületében, az Országút és Rózsadomb városrészek határán, amelyet 1907-ben alapítottak, majd 1948-ban államosításra került. Épületében azóta az állami fenntartású Budapest II. Kerületi II. Rákóczi Ferenc Gimnázium működik.

## Alapítása
A gimnázium eredete a Budai Mária Kongregáció Konviktusára vezethető vissza, amelyet Sebők Imre esztergomi egyházmegyés pap, ifjúsági lelkipásztor hozott létre 1903-ban fiúk számára. Az első évben Kranz Alajos rókushegyi villájában (Rókushegyi lépcső 10.) működött 12 növendékkel, majd a növekvő létszám miatt 1904/1905-ben – immár budai Katolikus Konviktus néven – a Mozdony (később Fery Oszkár, majd Kiss János altábornagy) utca 15. szám alá költözött. Bár maga Sebők is oda költözött, a vezetést átengedte paptársának, Bussay Tivadarnak, aki korábban Forster Gyula családjánál volt házi nevelő, 1904-ben pedig hittanárként Sebők Imre utódja lett a Medve utcai polgári fiúiskolában. A konviktus számára 1905 őszétől Zichy Rafael budavári palotájában (Verbőczy, később Táncsics Mihály utca 23-25.) béreltek helyet. 1906-ban II. Rákóczi Ferenc hamvainak Magyarországra hozatalakor a Rákóczi-kollégium nevet vette föl.
A nevelőintézet célja, hogy növendékeit – középiskolai tanulókat – az evangélium szellemében, vallásosságban, Isten és a haza iránti szeretetben nevelve, kötelességeik pontos és lelkiismeretes teljesítésére buzdítva, a tudomány és társadalmi műveltség elsajátításában úgy támogassa, hogy belőlük egykor jó keresztény férfiak és derék hazafiak váljanak. […] A testi nevelést illetőleg az intézet az angol college-ek példáját tartja szem előtt; előmozdítja a fiatal test fejlődését különféle sportok szakszerű tanítása által.
A Rákóczi-kollégium növendékei eleinte külső iskolákba jártak, de Sebők Imre úgy vélte, hogy „nevelő-intézet, főleg amely középiskolai tanulókat, tehát a nemzet jövendő intelligenciáját akarja képezni, iskola nélkül vajmi keveset ér. A nevelés tanítás nélkül még félmunkának is alig mondható. […] Ennek belátása indította az intézmény fenntartó testületét arra, hogy […] a nevelőintézet mellé katholikus gimnáziumot is létesítsen”. A gimnázium 1907 szeptemberében indult, egyetlen (I. gimnáziumi) osztállyal, három tanárral a Zichy palotájában, abban a helyiségben, amely korábban Apponyi Albert házelnök dolgozó szobája volt. A 33 diák közül 14-en voltak konviktorok. Kezdetben „A budai kath. konviktus gimnáziuma” nevet viselte, majd 1908. február 20-án Vaszary Kolos érseki gimnáziumnak nyilvánította „Budapesti II. kerületi Érseki Főgimnázium” néven. Vagyonának kezelésére érseki gondnokságot rendelt, amelynek három tagját ez érsek, négy tagját pedig a fenntartó egyesület adta. Egyúttal sikeresen kezdeményezték a közoktatási minisztériumnál, hogy az iskola államsegélyben részesüljön. Az államsegély-szerződést végül Apponyi Albert vallás- és közoktatásügyi miniszter 1909. június 19-én írta alá.
Eközben a konviktus fönntartására Sebők Imre 1904-ben megszervezte a Katolikus Ifjúságot Pártoló Egyesületet, amelynek első elnökei Kohl Medárd esztergomi segédpüspök, Várady Lipót Árpád címzetes püspök, kultuszminisztériumi tanácsos, Mailáth György főrendiházi tag és Kanter Károly, a budai királyi palota plébánosa voltak. Az egyesület nagyarányú gyűjtésbe kezdett, építési részvényeket bocsátott ki, és a budapesti katolikus társadalom áldozatkészségéből rövid idő alatt együtt volt az építéshez szükséges összeg. A telket amely a Rózsadomb alján, a Marczibányi-réthez közel feküdt (Oszlop utca 35.), és egészen a Bimbó útig terjedt, Vaszary Kolos esztergomi érsek, Kohl Medárd, és a Katolikus Vallásalap adományaiból 1906. május 31-én vásárolták meg az egyesület számára.
A tágas, több, mint 3000 négyszögöl méretű telekre épült föl az 1907/1908. évben a konviktus (nevelőintézet) a 100 fiú befogadására alkalmas épülete. 1908 tavaszán, a húsvéti szünetben a konviktus és a gimnázium is oda költözött. Mivel a gimnáziumi épületszárny még nem készült el, a gimnázium az 1908/1909-es tanévben is néhány konviktusi rendeltetésű helyiséget foglalt le. Az iskola átköltözésekor Bussay Tivadar megvált a konviktus vezetésétől, helyét Bednárz Róbert felsővízivárosi káplán vette át. Bussay 1909 őszén egy másik konviktust létesített a Várban (Dísz tér 7.) Aloysianum néven, amelynek növendékei az egyetemi gimnáziumot látogatták. Ez a nevelőintézet később József főherceg nevét vette föl, majd tíz évi fönnállás után megszűnt.
Az Oszlop utcai Rákóczi-kollégiumtól keletre fekvő gimnázium fölépítését szintén magánadományok, valamint az 1909. évi költségvetésbe fölvett államsegély biztosította. Ennek tudatában az építkezés 1908. szeptember 26-án kezdődött, és 1909 nyarára be is fejeződött. A tanítás 1909. szeptemberében már az új épületben indult el, két új, tehát összesen négy (I-IV. osztállyal). A felavató ünnepélyt november 21-én tartották. (Az Oszlop utca 1913-ban Heltai Ferenc elhunyt főpolgármester nevét kapta, és egyúttal a gimnázium házszáma is 35-ről 37-re módosult, majd 1920-ban az utcát Keleti Károly statisztikusról nevezték el.)

## Épületei
A Rákóczi-kollégium és a gimnázium épületének első tervét 1906-ban Schömer Ferenc készítette, aki a konviktusi és a gimnáziumi szárny közé egy impozáns, neogótikus jellegű templomot tervezett. Ebből azonban csak a keleti szárny, a konviktus épült föl 1907/1908-ban. Miután elkészült, az egyesület által a gimnázium felépítésére kiküldött bizottság 1908 szeptemberében úgy határozott, hogy mivel a telek utcai oldalán rendelkezésre álló hely elég szűk, oda csak a gimnáziumot építsék. Egyúttal meg is kezdték az építkezést, a Baumgarten Sándor királyi közalapítványi igazgató által módosított terv szerint, aki építészi tevékenységében elsősorban iskolákra szakosodott. Az új terv szerint a konviktus és az 1909 nyarára elkészült gimnázium négyszögletes udvart zárt körbe. A szimmetriát kerülő, mozgalmas utcai homlokzat is jelezte, hogy az épület két külön intézménynek ad otthont.
A Katholikus Ifjúságot Pártoló Egyesület azonban nem mondott le végleg egy templom építéséről mert azt nemcsak a diákok, hanem az egyre inkább benépesülő környék számára is fontosnak tartották. Ezért új helyet kerestek számára, és 1908. november 20-án megvásárolták a konviktustól nyugatra fekvő üres telket, sőt 1911. október 28-án a Rét utca és az Oszlop utca sarkán fekvő telket is.
A templom építését azonban egyik helyen sem tudták elkezdeni, mert előbb inkább azon a további szomszédos telken (Rét utca 3.), építkeztek, amelyet 1909. okt. 5-én vettek meg. Ott épült föl 1911-ben Reichl Kálmán építész terve szerint egy „kerti pavilion”, amelyben három konviktusi betegszoba, fürdőhelyiség és a háztartást ellátó apácák lakásai (később pedig tanári lakások) kaptak helyet Az épületet – az 1948. évi államosítást követően – 1949-ben a Krisztus király templom lelkészsége kapta meg, majd 1989-ben önkormányzati tulajdonba került. A romossá vált épületbe teljes körű felújítása után 2009 májusában a II. kerületi önkormányzat egészségházat (orvosi rendelőt) költöztetett. Az addig csak gyalogosan megközelíthető épülethez gépkocsifelhajtó is készült.
Eközben, 1907-től kezdve többször is megkezdték a templom építési költségeinek összegyűjtését. Eleinte II. Rákóczi Ferenc, majd Erzsébet királyné, majd a világháború után ismét Rákóczi emlékkápolnájaként tervezték, de végül amikor Árkay Aladár terve szerint 1924–1926 között valóban fölépült, Csernoch János esztergomi érsek Krisztus király tiszteletére szentelte föl, mert az építés közben, 1925 végén vezette be XI. Piusz pápa Krisztus Király ünnepét az egyházi naptárba (október utolsó vasárnapján).
A gimnázium – 1948-ban államosított – épületét legutóbb 2002 és 2006 között a II. kerületi önkormányzat Sólyom Benedek és Keller Ferenc (Építész-Stúdió Kft.) tervei szerint teljesen felújította és kibővítette. Ennek során meghosszabbodott a Keleti Károly utcai homlokzat, teljesen újjáépültek a hegyoldal felé húzódó épületszárnyak, új bejárati csarnokot alakítottak ki, és egy új tornacsarnok épült. Az új épületrészek nyerstégla homlokzata a régi épületrészek bontásából származó téglákból készült. A felújított épület 2006-ban megkapta Budapest Építészeti Nívódíját.

## Fejlődése
Bár 1909-től a gimnáziumnak saját épülete volt, további sorsának több részlete csak a következő években dőlt el. Sebők Imre igazgató 1910 júniusában úgy tervezte, hogy szeptembertől 4-ikes elemi osztályt is nyitnak, ez azonban nem valósult meg. Viszont ugyanakkor a már 100 főnél népesebbre nőtt internátus háztartásának vezetését, a beteg növendékek ápolását a Miasszonyunkról nevezett szegény iskolanővérek vették át. Miután az apácák számára szolgáló „kerti pavilion” is fölépült, Sebők 1911 végén egy évi szabadságot kért, hogy megszervezze a New-York-i magyar kivándorlási lelkészséget. Távollétében, 1912 elején a fenntartó testület tárgyalásokat kezdett arról, hogy a gimnáziumot és az internátust a bencés rend vegye át (amelynek akkor nem volt Budapesten iskolája). Sebők azonban ellenezte ezt a tervet. Hazasietett, és mozgósította a Katholikus Ifjúságot Pártoló Egyesületet. Végül a „bencés terv” kezdeményezői, Mailáth György és Várady Lipót Árpád lemondtak gondnoksági tagságukról. 1912/1913-ban megnyílt a gimnázium VII. osztálya is, így létrehozhatták a Toldy Ferenc Önképzőkört. Az első érettségi vizsgát 1914-ben tartották. Ennek az évnek a végén a fenntartó egyesület is átalakult és a „Rákócziánum Katolikus Gimnázium és Intenátus-egyesület“ nevet vette fel.
A Tanácsköztársaság alatt, 1919. április 25-től az intézetet állami tulajdonba vették, és élére egy aposztata pap került. Az addigi pap-tanárok részben vidékre menekültek, részben pedig megtagadták a Tanácsköztársaságtól megkövetelt nyilatkozatot. 1919 őszén a gimnázium befogadta és alkalmazta a Nagyszombati Érseki Katolikus Gimnáziumban állásukat vesztett tanárait és igazgatóját, valamint négy iskolatermet és két szobát átengedett az I. kerületi állami főgimnázium akkor induló új fiókgimnáziuma (1921-től Mátyás király gimnázium) számára, amely a következő évben a Jurányi utcai elemi iskolai épületbe költözött.
Az intézet neve eleinte „Budapesti II. kerületi Érseki Főgimnázium” volt. 1924-től az oktatási törvénynek megfelelően angol nyelvet is tanító reálgimnáziummá alakult, és ez 1936-ig nevében is megjelent. Közben a „II. kerületi” elnevezést 1933-ban elhagyták, így 1936-tól a „Budapesti Érseki Katolikus Gimnázium” nevet viselte. Ugyanakkor a hozzá kapcsolódó Rákóczi-kollégium miatt, azzal együtt Rákóczianumnak is nevezték (például 1914-től a fenntartó egyesület és a templom nevében), ez azonban a gimnázium hivatalos nevében nem jelent meg.
A második világháború budapesti harcai során a gimnázium épületét a magyar katonaság vette igénybe, így 1944. október 17-től a tanítás az orsolyiták Zivatar utcai iskolájában, majd november 15-től a Rákóczi Kollégium helyiségeiben folyt, amíg november 25-én félbe kellett hagyni, és egészen 1945. április 3-ig szünetelt. A harcok az épületben is jelentős károkat tettek, a rajzterembe csapódott bomba által nyomait csak 1947-re sikerült rendbe hozni. Az új közoktatási törvénynek megfelelően 1946-tól a gimnázium I-IV. osztályainak helyébe fokozatosan az általános iskola V-VII. osztályai léptek, és mivel csak teljes, vagyis alsó tagozattal is bíró általános iskolák működhettek, az Érseki Katolikus Gimnázium az orsolyitákkal együttműködve szervezte meg az általános iskolát, úgy hogy az alsó tagozat koedukált osztályai az orsolyiták épületében, a felső tagozat fiúosztályai pedig az Érseki Gimnázium épületében nyertek elhelyezést. A két intézmény közös neve 1946/1947-ben „Szent Orsolya Rendi és Érseki Katolikus Általános Iskola” volt. 1947/1948-ban azonban megnyílt az önálló Érseki Katolikus Általános Iskola, amelynek I. osztályát a Géczy Mária Ella, a Miasszonyunkról Nevezett Szegény Iskolanővérek rendjének tagja tanította. (Ez a rend látta el 1910 óta a Rákóczi Kollégium háztartását.)
Az 1948. évi 33. törvénycikk alapján 1948 júniusában a gimnázium és az általános iskola is állami tulajdonba került. Az államosításkor az iskola 20 tanára közül kilencen voltak világiak, 10-en papok, egy pedig szerzetesnő. A világi tanárok kettő kivételével állami szolgálatba léptek, tehát maradtak a gimnáziumban, a papok közül pedig hárman. Egyikük, Tyúkoss Gyula hittanár és templomigazgató ezt engedéllyel tette, a másik kettő: Juhász Lajos és Ongrádi József pedig az egyházi tiltás ellenére. (Utóbbi lett a szintén államosított Rákóczi Kollégium igazgatója.) Az intézmény új neve II. Kerületi Állami Rákóczi Ferenc Gimnázium és Általános Iskola lett, és hozzácsatolták a még mindig önálló épület nélkül (1932 óta a Egyetemi Katolikus Gimnázium északi szárnyában, 1944 után pedig részben a Toldy Ferenc Gimnáziumban) működő Mátyás király gimnáziumot is. Ennek igazgatója, Rajnavölgyi Géza vette át a Rákóczi Gimnázium vezetését. Azonban 1948. december végén a Keleti Károly utcai iskolaépületet a Központi Statisztikai Hivatal kapta meg, így az összevont két gimnázium újból az Egyetemi Katolikus Gimnázium Ilona (Szabó Ilonka) utcai romos épületében kereshetett helyet, délelőtti-délutáni tanítással. 1949-ben a minisztérium az Egyetemi Katolikus Gimnáziumot is beolvasztotta a Rákóczi Gimnáziumba, amely 1950-ben visszaköltözhetett a korábbi Érseki Katolikus Gimnázium épületébe.
A Rákóczi Kollégiumot szintén államosították, azonban az 1948/1949. tanévre a növendékek száma 86-ról 12-re fogyott, majd az intézmény megszűnt. A Krisztus király templom ugyanakkor egyházi tulajdonba került, mint önálló lelkészség (templomigazgatóság) sőt 1949-ben a megszűnt konviktus kerti házát (Rét utca 3.) is a lelkészség kapta meg.

## Cserkészcsapata
Az országban az elsők között, 1912 végén jött létre az iskola cserkészcsapata Radványi Kálmán fiatal tanár (egyben író és a Zászlónk segédszerkesztője) vezetésével, aki így számolt be a kezdetekről: „A III. és IV. osztályból toborzott öt őrs (negyven fiú) heti két órában nyert kiképzést. Év [az 1921/1913. tanév] végén pedig a felsőosztályosok csapata is megalakult két őrssel. […] A tisztek részt vettek a Cserkészszövetség által rendezett tanfolyamon, s ezzel párhuzamosan tanították a fiúkat. Május 3-án volt az első cserkészvizsgánk, amelyen 38 fiú állta ki a próbát.” A következő, 1913/1914. tanévben a cserkészcsapat a konviktustól kapott egy szobát, amelyet műhelynek rendeztek be. Nyári táboruk még nem volt, de több kirándulást is rendeztek a Farkasvölgybe, a Szent Imre kollégium házához, amely az első budapesti cserkészek egyfajta cserkészparkja volt. 1914. április 25-26-én már sátraztak is ott., majd 1915. május 23-25 között Törökbálint mellett táboroztak.
A világháború alatt, 1915-tól Radványi Kálmán a nyári vakáció alatt „Nyári kör” néven szervezett rendszeres gyűléseket, kirándulásokat és előadásokat a diákoknak, akiknek apjuk a fronton harcolt. Ezt azután ősszel és télen is folytatták, akkor a gyűlések vasárnap délutánonként voltak. A Nyári Kör 1918 augusztusában (majd 1920-ban és 1921-ben is) Balatonszabadi mellett táborozott. 1921-ben bevezették az őrsi rendszert, és csapatot három korosztályos csapatra osztották, amelyek 1922-ben külön táboroztak. Ettől kezdve a Nyári Kör cserkészcsapatként működött (ezen a néven), majd 1924-ben nevét 26. sz. R. K. [Rákóczi Kollégium] Magyar Jövő cserkészcsapatra változtatta, „egyrészt kifejezőbb volta miatt, másrészt mert érvényre akarta juttatni külsőleg is a Magyar Jövő mozgalommal eddigi parancsnokai révén szerzett kapcsolatát”. A Nyári kör két vezetője, Gyomlay László és Radványi Kámán tanárok ugyanis mindketten egyúttal az 1920-ban megindult Magyar Jövő ifjúsági könyvkiadói vállalkozás vezetői, szerkesztői voltak.

## Címere

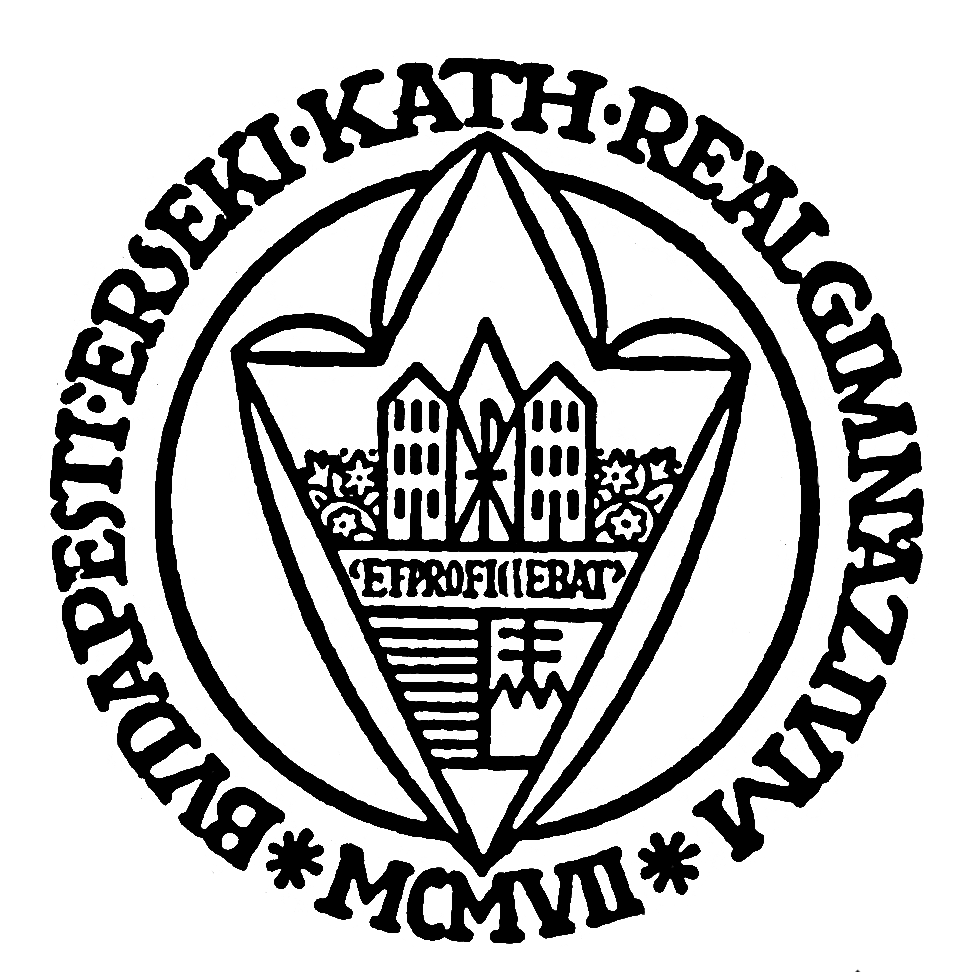
A Budapesti Érseki Katolikus Gimnázium címere, Langhammer Béla rajza, 1931

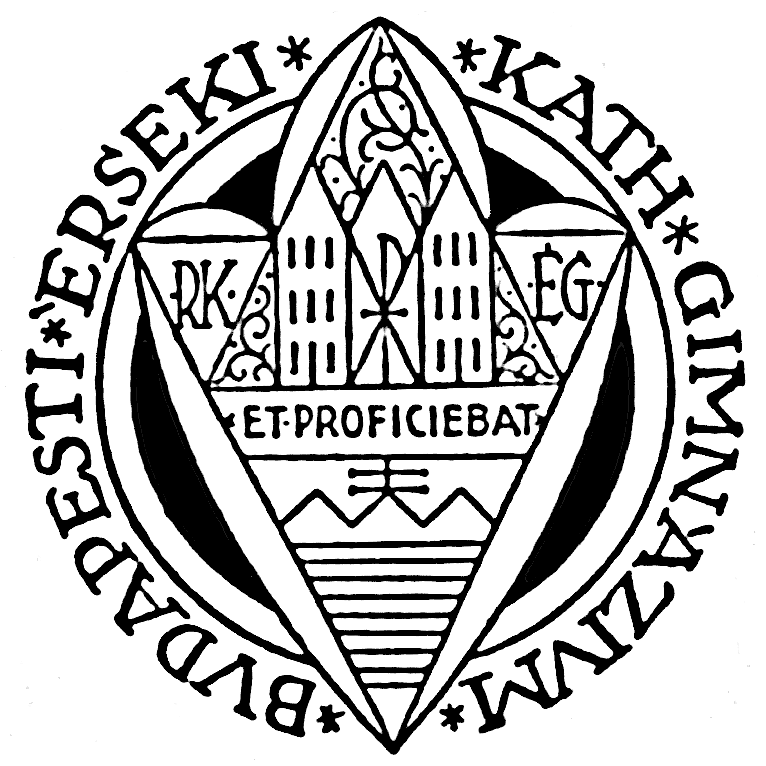
A Budapesti Érseki Katolikus Gimnázium címere, Langhammer Béla rajza, 1934

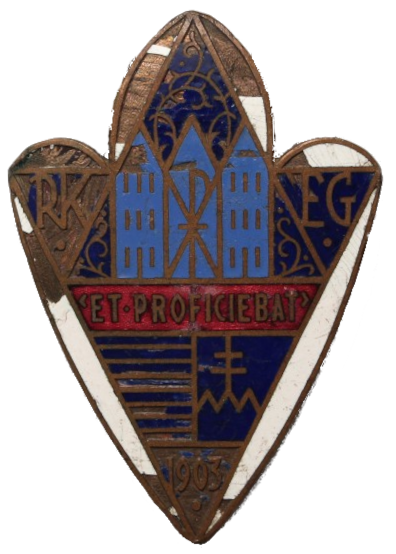
A Budapesti Érseki Katolikus Gimnázium címere, mint sapkajelvény (1934 és 1948 között)

Az intézet (a gimnázium és a Rákóczi-kollégium közös) címerét Langhammer Béla prefektus (korábban piarista szerzetes) tervezte 1930/1931-ben. A címerpajzs alsó részét a magyar címer foglalja el, mert „az alapítókat az izzó hazaszeretet és a praktikus katholicizmus lelkesítette munkára”. Fölötte az „et proficiebat” jelige Lukács evangéliumára utal, amelyben az szerepel, hogy „Jézus növekedett bölcsességben, korban és kedvességben Isten és az emberek előtt” („Jesus proficiebat sapientia, et aetate, et gratia apud Deum et homines”; Lk 2,52). „A magyar szellemből és a bibliai példából nő ki a hármas intézetnek a címeren látható hármas kontúrja. A baloldali a Rákóczi Kollégium, melyben az emberek előtti kedvességre neveljük az ifjút; a középső ház a templom jelképe, melyet Krisztus, a krisztusi pap tölt be. […] A jobb oldali harmadik épület a gimnáziumot jelenti, amelyben az ifjú bölcseséget tanul”. Az épületek melletti liliomok az erkölcsi tisztaságot jelképezik, mert „a romlott, a poshadt, a züllött közéletet, nemzetet, családot és egyént semmi mással nem lehet megvédeni, mint az erkölcsi tisztasággal”.
Három év múlva, 1934-ben Langhammer némileg áttervezte a címert, amelybe bekerült a két társintézmény monogrammja is: „RK” (Rákóczi Kollégium) és „ÉG” (Érseki Gimnázium). A diákok által hordott jelvényen és a cserkészek felvarróin a szegélyek fehérek, a felirat háttere vörös, a többi hátterek (még a magyar címeré is) sötétkékek, az épület világoskék, a vonalak és a felirat pedig fémszínűek (arany) voltak, és szerepelt a címer legaljában az „1903” évszám. Utóbbi azonban a gimnáziumi évkönyvek címlapján nem jelent meg.

## Igazgatói
- Sebők Imre 1907. jún. 19.[41]–1911. dec. 31.[42]
- Simon Károly (ideiglenesen megbízott)  1912. jan. 1.–1912. június
- Sebők Imre 1912. június–1913. június
- Simon Károly (ideiglenesen megbízott) 1913. szeptember[43]
- Sebők Imre 1913. október–1914. márc. 1.[44]
- Simon Károly (ideiglenesen megbízott) 1914. március 1.-1916. augusztus 31.[45]
- Pokorny Emánuel 1916. szept. 1.[46]–1928. december 30.[47]
- Gáspár Pál 1928. december 31.–1946. december 30.[48]
- Honti Jenő 1947. február 7.[49]–1948. június

## További neves tanárai
- Gyomlay László író, szerkesztő, cserkészvezető
- Huszti József klasszika-filológus, irodalomtörténész
- Kerékgyártó Árpád földrajz és természetrajz tanár, tankönyvíró
- Kmetykó János tornász, testnevelő tanár
- Langhammer Béla (1895-1987) piarista, majd esztergomi egyházmegyés pap, hittanár
- Mathia Károly katonatiszt, karnagy, zeneszerző
- Ongrádi József irodalomtörténész
- Országh László nyelvész, irodalomtörténész
- Radványi Kálmán író, szerkesztő, cserkészvezető
- Schwarz-Eggenhofer Artúr esztergomi kanonok, apostoli adminisztrátor, matematika-fizika szakos tanár

## Nevesebb diákjai
- Bolberitz Károly vegyészmérnök, a vízhigiénia szaktekintélye
- Gillemot László gépészmérnök, anyagtudós
- Keresztury Dezső író, költő, irodalomtörténész, kultuszminiszter
- Kertész Róbert újságíró
- Kákosy László egyiptológus
- Pongrácz Zoltán zeneszerző
- Pöschl Vilmos karnagy
- Rovátkay Lajos orgonista, csembalista, karmester